# غونورا
كانت غونورا إلهة بلاد ما بين النهرين، اشتهرت بأنها ابنة وعضو في حاشية آلهة الطب نينيسينا. وارتبطت أيضًا بآلهات أخرى مماثلة، جولا ونينتينوجا. مركز عبادتها الأصلي غير معروف، على الرغم من أنها كانت تُعبد في إيسين، ونيبور، وأور، وبابل، وآشور. وقد تم ذكرها في عدد من المراثي، حيث تندب وفاة شقيقها دامو، وفي قصة عن رحلة والدتها نينيسينا إلى نيبور.

## شخصية
أصل اسم غونورا غير معروف، والمحاولات المبكرة لتفسيره اعتمدت على القراءة الخاطئة d Gu-šir 5 -ra بدلاً من d Gu-nu-ra. كانت تعتبر ابنة إلهة الطب نينيسينا وزوجها بابيلساج، وشقيقة دامو وشوماك. وبدلاً من ذلك، يمكن ربطها بإلهات أخرى مماثلة، مثل جولا أو نينتينوجا. تشير ثلاثة نصوص من نيبور من فترة أور الثالثة إلى وجود ارتباط بينها وبين الإله الأخير. كما تظهر بجانبها في تعويذة بابلية قديمة ضد العين الشريرة. علاوة على ذلك، فإن نصًا طقسيًا من نفس الفترة يدرجها بعد كل من نينيسينا ونينتينوجا، وقبل كوسو. في ما يسمى بقائمة النجوم العظيمة، فهي واحدة من "السبع جولاس"، إلى جانب باو، ونينشودا، ودوكورغال، وأما-أرخوس، ونيناساج، ونين-أوما-سيجا. ومع ذلك، وكما أشارت جوان جودنيك ويستنهولز، فإن غونورا لا تظهر في ارتباط مع إلهة أخرى وثيقة الصلة، نينكاراك، في أي مصادر معروفة، باستثناء نص ثنائي اللغة واحد. إنها نسخة مختلفة من رحلة نينيسينا إلى نيبور حيث تظهر نينكاراك في النسخة الأكادية كترجمة للإلهة التي تحمل نفس الاسم.
في الماضي، قيل أنه لا يمكن إثبات شخصية غونورا الفردية، كما هو الحال في النصوص المعروفة التي تظهر دائمًا إلى جانب أعضاء آخرين من عائلتها. وفقًا لإيرين سيبينج بلانتولت، يُفترض اليوم أنها كانت إلهة مرتبطة بالشفاء. تشير إلى أن غونورا ربما نشأ في الأصل كإله شفاء مستقل، ولم يتم دمجه في دوائر آلهة الطب إلا لهذا السبب. عندما ارتبطت بنينيسينا، عملت غونورا أيضًا كواحدة من آلهة إيسين، على الرغم من عدم إثبات هذا الدور لها في السياقات التي تظهر فيها مع جولا بدلاً من ذلك. يمكن العثور على مثال في الوثيقة SAT 3 127، التي تدرجها، ودامو، وشوماك وأمهم نينيسينا كآلهة إيسين.
يمكن أن يُطلق لقب dumu-é-a، الذي يُترجم إلى "طفلة البيت" أو "ابنة البيت"، على Gunura. كما تم إثباته أيضًا باعتباره لقبًا لإلهة الطقس شالا وإلهة الحب نانايا. وفقًا لـ Dietz-Otto Edzard، فقد يعكس ذلك حقيقة أنها كانت تُعبد في معبد والدتها نينيسينا، ولم يكن لديها معبد خاص بها. ومع ذلك، وفقًا لأندرو ر. جورج، ربما تم ذكر معبد غونورا في قسم مفقود من قائمة المعابد الكنسية، وهي قائمة معجمية تجمع الأسماء الاحتفالية للمقدسات الموجودة في بابل، والتي يُفترض أنها جاءت من النصف الثاني من الفترة الكاشية.

## يعبد
أقدم الشهادات عن جونورا تأتي من فترة أور الثالثة. اشتهرت من معبد إيسين، على الرغم من أنها لم تنحدر بالضرورة من هذه المدينة، ومن المستحيل حاليًا تحديد مركز عبادتها الأصلي. تقترح دينا كاتز أنها كانت تُعبد في الأصل في نفس الموقع المجهول الذي كان يُعبد فيه دامو، وأنه في مرحلة ما تم تدمير مركز عبادتهم، مما أدى إلى نقل عبادتهم إلى إيسين ودمجها في دائرة نينيسينا. كانت تُعبد في معبد هذه الإلهة الواقع هناك، وتظهر في قائمة العروض البابلية القديمة المبكرة من نفس الموقع إلى جانب هذه الإلهة، دامو، نينشارنونا، نينيجيزيبارا، أوتو، وأورما سوم. تشير الوثائق من أرشيفات الأسرة الثالثة في أور إلى أن القرابين كانت تُقدم لها أحيانًا من قبل ممارسي الطب ( آسو )، وكان من بين الأعضاء البارزين تاريخيًا في هذه المهنة الذين قاموا بها شو-كابتا، ونوير-إيلوم، وأوبرتوم. كما أنها كانت تعبد في أور في معبد جولا. وقد تم إثباتها في قائمتين للعروض من هذه المدينة.
وفقًا لنص تاكولتو آشوري جديد، كان يتم عبادة غونورا أيضًا في آشور بالاشتراك مع غولا. كان هناك مقر لغونورا، إيانكوغا، "بيت السماء النقية"، في أحد المعابد التي تحمل اسم إيرابيري، وفقًا لأندرو ر. جورج الواقع في بابل. كانت تابعة للإله ماندانو، بالإضافة إلى أنها كانت تضم أضرحة مماثلة لجولا، وبابلساج، وأورماسوم، ودامو. يذكر نص من عهد نبوخذ نصر الثاني تمثالًا لجونورا يقع في إسباد، ومعبد جولا يقع في نفس المدينة. تم ذكر غونورا أيضًا إلى جانب نينيسينا ونينتينوجا ودامو وباو في النص AO 17622، والذي قد يكون نسخة من العصر الأخميني من أصل بابلي جديد.

## الأدب
تم ذكر غونورا في عدد من المؤلفات الأدبية، والتي تظهر فيها عادةً إلى جانب أفراد عائلتها. على سبيل المثال، في التكوين Edina-Usagake ("في الصحراء بجانب العشب المبكر") تم ذكرها في قائمة آلهة الحداد إلى جانب أخت نينجيشزيدا أماشيلاما وزوجته نينازيموا. تقترح دينا كاتز أنه بسبب وجود أعضاء من عائلات الآلهة المحتضرة المتعددة، فإن هذا النص، المعروف من النسخ البابلية القديمة على الرغم من أنه ربما يرتبط بالطقوس التي تم إجراؤها في فترة أور الثالثة بالفعل، ربما كان يعتمد على عدد من المراثي المنفصلة في الأصل. تظهر أيضًا في دور مماثل في رثاء آخر، MAH 16016.
في رحلة نينيسينا إلى نيبور تظهر غونورا إلى جانب شقيقها دامو، وكلاهما يعملان إما بشكل جماعي كـ "روح حماية جيدة"، ألاد-شاجا، أو يرافقهما كائن يحمل هذا الاسم.

### فهرس
- Asher-Greve، Julia M.؛ Westenholz، Joan G. (2013). Goddesses in Context: On Divine Powers, Roles, Relationships and Gender in Mesopotamian Textual and Visual Sources (PDF). ISBN:978-3-7278-1738-0. مؤرشف من الأصل (PDF) في 2024-12-18.
- Delnero، Paul (2020). How To Do Things With Tears. De Gruyter. DOI:10.1515/9781501512650. ISBN:978-1-5015-1265-0.
- Edzard، Dietz-Otto (1971)، "Gunura"، Reallexikon der Assyriologie، اطلع عليه بتاريخ 2022-09-12
- George، Andrew R. (1992). Babylonian Topographical Texts. Orientalia Lovaniensia analecta. Departement Oriëntalistiek. ISBN:978-90-6831-410-6. مؤرشف من الأصل في 2024-12-04. اطلع عليه بتاريخ 2022-09-12.
- George، Andrew R. (1993). House most high: the temples of ancient Mesopotamia. Winona Lake: Eisenbrauns. ISBN:0-931464-80-3. OCLC:27813103.
- Katz، Dina (2003). The Image of the Netherworld in the Sumerian Sources. Bethesda, MD: CDL Press. ISBN:1-883053-77-3. OCLC:51770219.
- Koch، Ulla Susanne (1995). Mesopotamian Astrology: An Introduction to Babylonian & Assyrian Celestial Divination. Museum Tusculanum Press. ISBN:87-7289-287-0. مؤرشف من الأصل في 2024-06-03.
- Schwemer, Daniel (2001). Die Wettergottgestalten Mesopotamiens und Nordsyriens im Zeitalter der Keilschriftkulturen: Materialien und Studien nach den schriftlichen Quellen (بالألمانية). Wiesbaden: Harrassowitz. ISBN:978-3-447-04456-1. OCLC:48145544. Archived from the original on 2024-12-24.
- Sibbing-Plantholt، Irene (2022). The Image of Mesopotamian Divine Healers. Healing Goddesses and the Legitimization of Professional Asûs in the Mesopotamian Medical Marketplace. Boston: Brill. ISBN:978-90-04-51241-2. OCLC:1312171937.
- Wagensonner، Klaus (2008). "Nin-Isina(k)s Journey to Nippur. A bilingual divine journey revisited". Wiener Zeitschrift für die Kunde des Morgenlandes. Department of Oriental Studies, University of Vienna. ج. 98: 277–294. ISSN:0084-0076. JSTOR:23861637. مؤرشف من الأصل في 2024-10-07. اطلع عليه بتاريخ 2022-09-12.
- Westenholz، Joan G. (2010). "Ninkarrak – an Akkadian goddess in Sumerian guise". Von Göttern und Menschen. Brill. DOI:10.1163/9789004187474_020.